# 隆德機場
隆德機場（瑞典語：Hasslanda Flygfält）是一座位於瑞典隆德的飛行場，於2008年因土地轉換成工業發展用地而停止使用。此機場於1964年建成，位於隆德以南的2.5公里處。

## 歷史
1964年，隆德機場建成，初期僅供私人飛機起降使用。
其後數十年，機場開始為飛行俱樂部及航空愛好者提供服務，並同時作為隆德大學醫院的直升機起降場。
2008年，機場因土地用途變更而關閉。